# Kringenwet

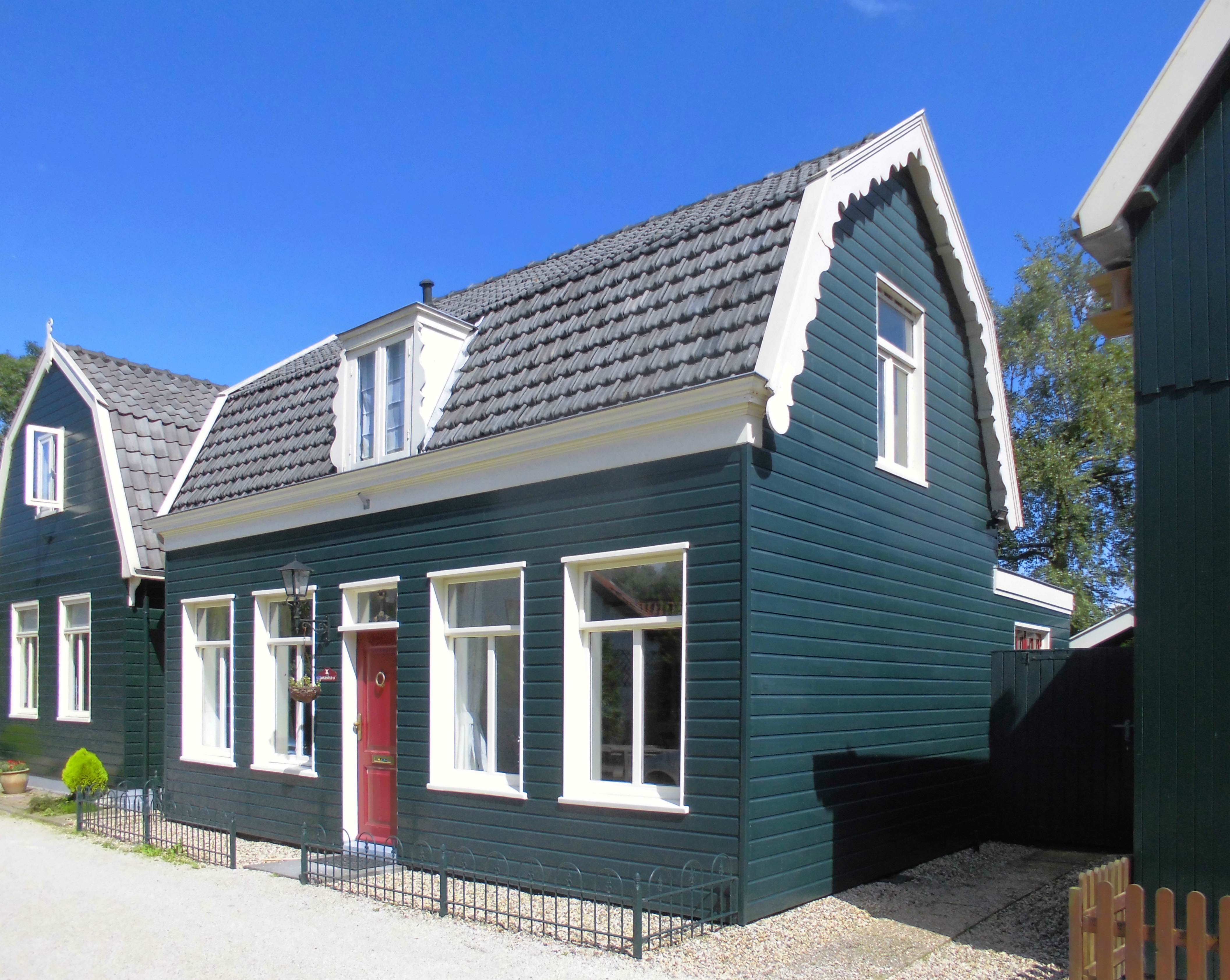
Huis aan Molenpad

De Kringenwet is een Nederlandse wet uit 1814, herzien in 1853. De wet had tot doel het vrijhouden van het schootsveld rond vestingwerken. Het slopen, bouwen, rooien en beplanten binnen de Verboden Kringen was in deze wet geregeld. 

## Voorlopers
Een verdedigingswerk moet de vijand zien naderen en deze kunnen bestoken met artillerie en handvuurwapens. In beide gevallen is een vrij schootsveld essentieel. In 1792 werd dit al geregeld in een besluit van de Staten van Holland. Hierin werd bepaald dat binnen een afstand van circa 230 meter, gemeten vanaf de helling van de buitengracht, niet gebouwd mocht worden. In 1810 werd een Franse wet ook voor Nederland van toepassing, hier was het bouwen in een straal van 500 meter van het vestingwerk aan strenge regels gebonden.

## Kringenwet 1814
In 1814 werd de Kringenwet van kracht die alle bouwwerken en beplanting tot zo’n 700 meter van het vestingwerk aan regels onderwierp. De wet liet echter veel twijfels bestaan voor welke vestingwerken dit van toepassing was en ook de handhaving was slecht geregeld. De Kringenwet van 1853 moest hierin verbetering brengen.

## Kringenwet 1853
Afhankelijk van het strategisch belang waren alle Nederlandse vestingwerken onder de Kringenwet van 1853 verdeeld in drie klassen. De klasse van het vestingwerk bepaalde binnen de kringen de beperkingen voor het bouwen en het planten van houtgewassen. 
Op grond van de Kringenwet worden om elk vestingwerk van iedere klasse drie verboden kringen getrokken. Op een afstand van 300 meter, de kleine kring, op een afstand van 600 meter, de middelbare kring en op een afstand van 1000 meter, de grote kring.
- Tussen een vestingwerk van eerste klasse en de kleine kring mocht slechts met toestemming van de minister van Oorlog gebouwd worden, en dan slechts met brandbare materialen, zoals hout en riet. Er golden bovendien beperkende bepalingen voor beplantingen.
- Tussen de kleine en de buitenste grens van de middelbare kring, tussen de 300 en 600 meter, was er om te bouwen geen toestemming van de minister nodig en was het toegestaan om voor de fundering, schoorsteen en dakbedekking steen te gebruiken.
- In de grote kring tot 1000 meter vanaf de hoofdverdedigingslijn was het verboden om zonder toestemming van de minister van Oorlog infrastructurele werken aan te leggen of te veranderen.

De houten huizen konden in geval van oorlog snel worden gesloopt.
In 1910 zijn forten, nevenbatterijen en liniewallen van de Stelling van Amsterdam allemaal tot de eerste klasse gerekend en de Kringenwet was ook hier van kracht.

## Intrekking
De Kringenwet werd in 1951 opgeschort. Tot die tijd heeft de wet vele uitbreidingen van dorpen en steden in de Linie voorkomen. Zo is de groei van de stad Utrecht in oostelijke richting lange tijd beperkt. Op 28 november 1963 werd de Kringenwet definitief ingetrokken.
Een aantal van deze 'kringenwetwoningen' is nu nog aanwezig, bijvoorbeeld in Naarden en aan het Molenpad in Weesp. Diverse kringenwetwoningen zijn monument.
In de officiële wettekst wordt niet gesproken over 300, 600 en 1000 meter maar 300, 600 en 1000 ellen, hetgeen bijna hetzelfde was.